# Olympische Sommerspiele 1956/Teilnehmer (Vietnam)
| Gelbes Symbol für Goldmedaillen mit stilisierten Olympischen Ringen | Graues Symbol für Silbermedaillen mit stilisierten Olympischen Ringen | Braundes Symbol für Bronzemedaillen mit stilisierten Olympischen Ringen |
| ------------------------------------------------------------------- | --------------------------------------------------------------------- | ----------------------------------------------------------------------- |
| —                                                                   | —                                                                     | —                                                                       |

Südvietnam nahm an den Olympischen Sommerspielen 1956 im australischen Melbourne mit einer Delegation von sechs männlichen Sportlern an vier Wettkämpfen in einer Sportart teil.
Es war die zweite Teilnahme Vietnams an Olympischen Sommerspielen.

## Teilnehmer nach Sportarten

### Radsport
Bahn

- Lê Văn Phươc
  - Sprint

Runde eins: ausgeschieden in Lauf eins (Rang drei), keine Zeit

- Nguyễn Văn Nhieu
  - 1000 Meter Zeitverfolgung

Finale: 1:23,6 Minuten, Rang 22

Straße

Mannschaftswertung (187,73 km)
- Ergebnisse
Finale: Wettkampf nicht beendet (DNF)
- Mannschaft
Thành Liêm Ngô
Hw Thoa Nguyễn
Trần Gia Thu
Lê Trung Trung

Einzel
- Thành Liêm Ngô
  - Straßenrennen (187,73 km)

Finale: Wettkampf nicht beendet (DNF)

- Hw Thoa Nguyễn
  - Straßenrennen (187,73 km)

Finale: Wettkampf nicht beendet (DNF)

- Trần Gia Thu
  - Straßenrennen (187,73 km)

Finale: Wettkampf nicht beendet (DNF)

- Lê Trung Trung
  - Straßenrennen (187,73 km)

Finale: Wettkampf nicht beendet (DNF)